# Mackinaw (Illinois)
Mackinaw es una villa ubicada en el condado de Tazewell en el estado estadounidense de Illinois. En el Censo de 2010 tenía una población de 1950 habitantes y una densidad poblacional de 546,77 personas por km².

## Geografía
Mackinaw se encuentra ubicada en las coordenadas 40°32′2″N 89°21′20″O / 40.53389, -89.35556. Según la Oficina del Censo de los Estados Unidos, Mackinaw tiene una superficie total de 3.57 km², de la cual 3.49 km² corresponden a tierra firme y (2.18%) 0.08 km² es agua.

## Demografía
Según el censo de 2010, había 1950 personas residiendo en Mackinaw. La densidad de población era de 546,77 hab./km². De los 1950 habitantes, Mackinaw estaba compuesto por el 97.69% blancos, el 0.72% eran afroamericanos, el 0.15% eran amerindios, el 0.36% eran asiáticos, el 0% eran isleños del Pacífico, el 0.21% eran de otras razas y el 0.87% pertenecían a dos o más razas. Del total de la población el 1.69% eran hispanos o latinos de cualquier raza.